# Воњо Индустријале (Бергамо)
Воњо Индустријале је насеље у Италији у округу Бергамо, региону Ломбардија.
Према процени из 2011. у насељу је живело 17 становника. Насеље се налази на надморској висини од 574 м.